# Thorey-Lyautey
Thorey-Lyautey è un comune francese di 135 abitanti situato nel dipartimento della Meurthe e Mosella nella regione del Grand Est.

## Origini del nome
Il nome del comune divenne Thorey-Lyautey in onore del generale Louis Hubert Gonzalve Lyautey, deceduto ivi nel suo castello il 27 luglio 1934.

## Società

### Evoluzione demografica
Abitanti censiti